# 斯特拉特福 (安大略省)
斯特拉特福，位於加拿大安大略省西南部坡斯郡，埃文河（Avon Rive）横贯之，面积约22平方公里，人口约三万，1859年成为镇，1886年成为市。「斯特拉特福」和「埃文河」都在1832年仿照莎士比亚的英国故乡「埃文河畔斯特拉特福」（Stratford upon Avon）命名。

## 人物
加拿大歌星贾斯汀·比伯在此长大。

## 莎士比亚艺术节

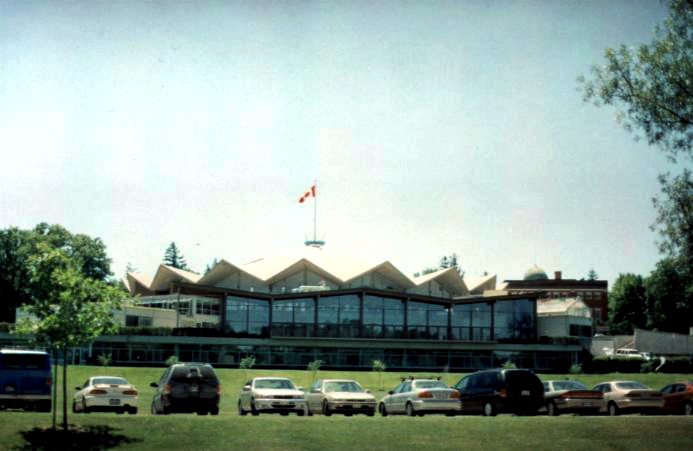
斯特拉特福市莎士比亚剧院

斯特拉特福的莎士比亚艺术节是北美最大的艺术节，以演出莎士比亚戏剧为主，创建于1953年，一些加拿大著名演员都曾在莎士比亚艺术节演出，如主演音乐之声（The Sound of Music）的Christopher Plummer和主演星艦奇航記（Star Trek）的 William Shatner。

## 埃文河

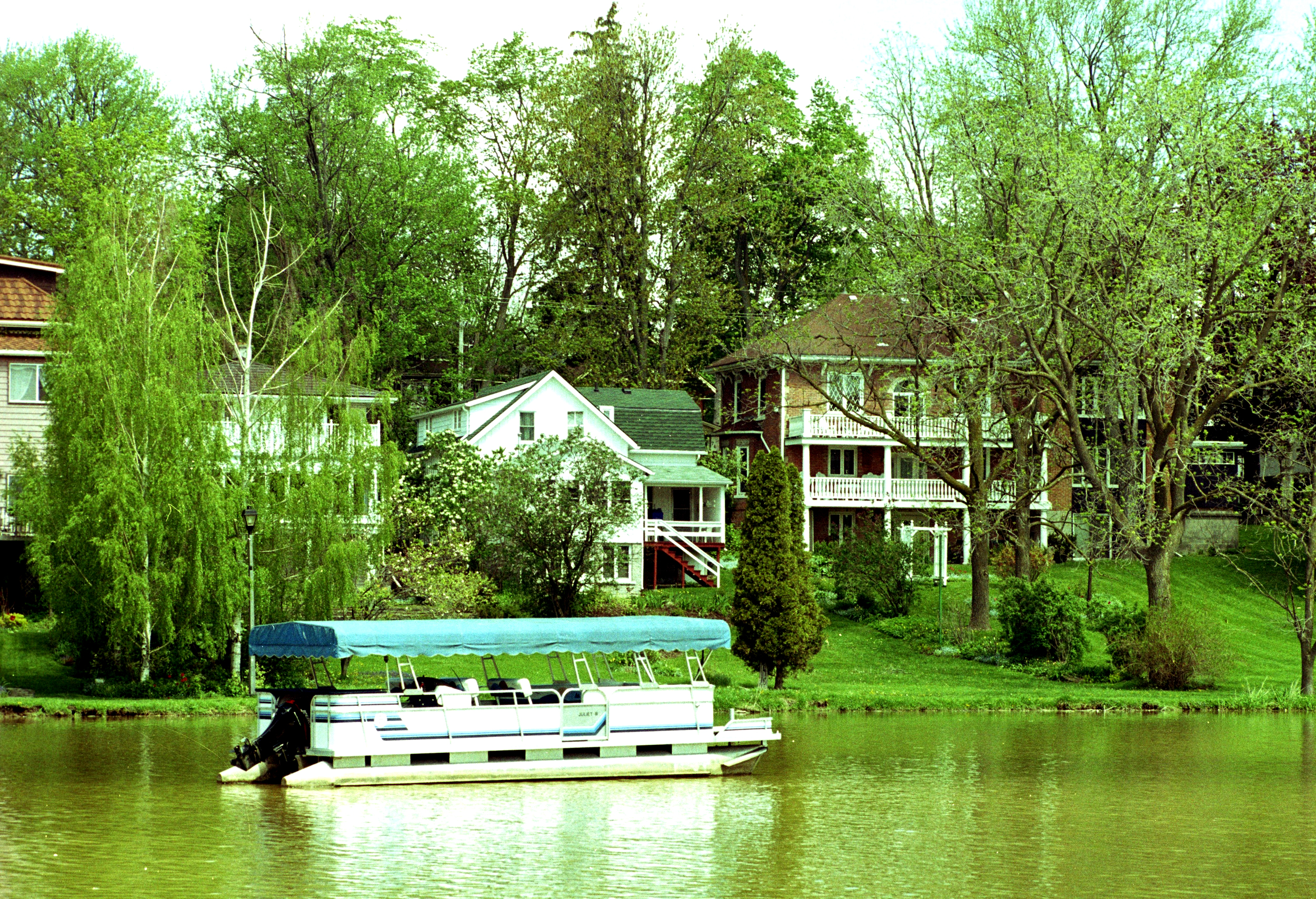
斯特拉特福市埃文河

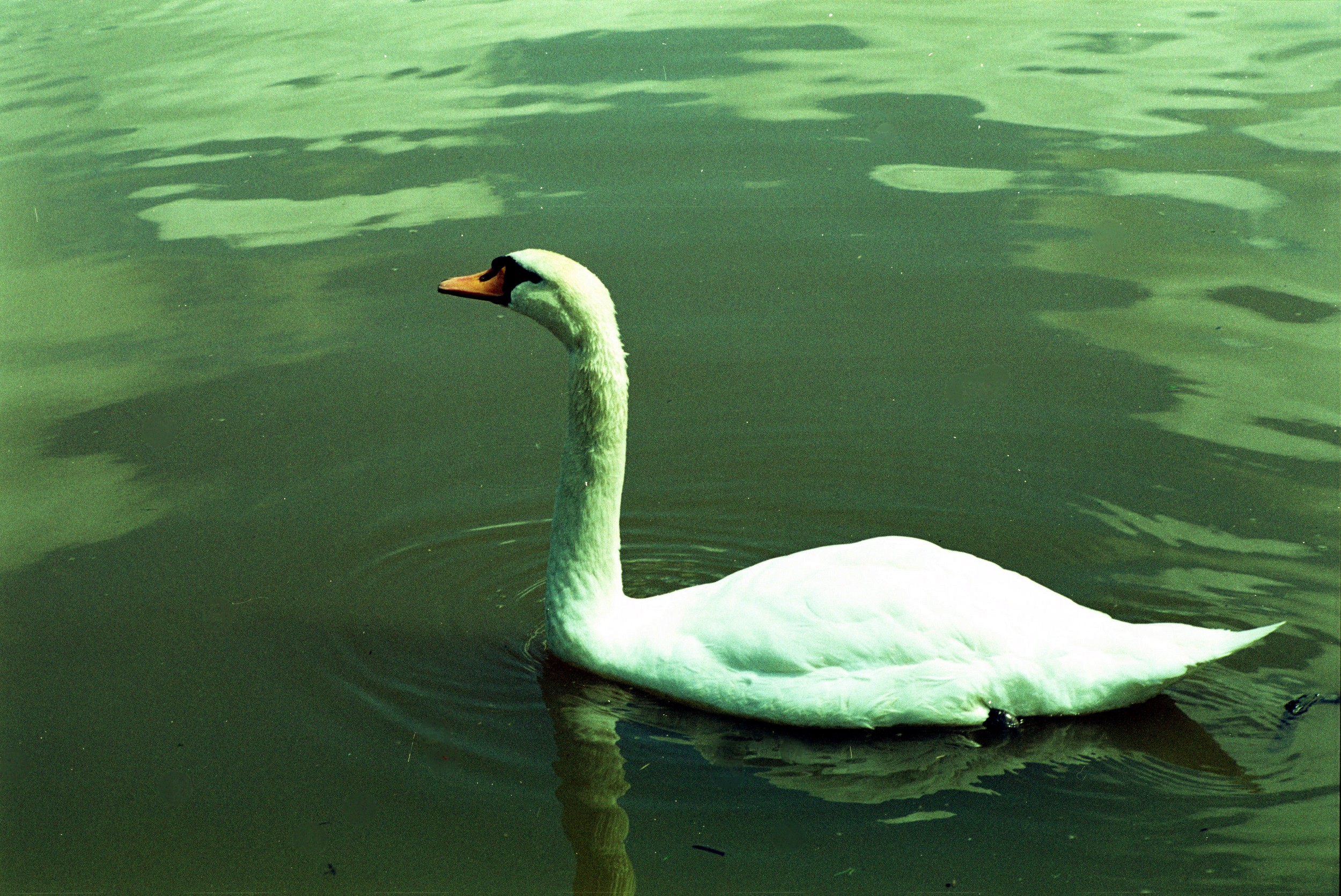
埃文河上的天鹅

莎士比亚别号「埃文河上的天鹅」。埃文河上有十几只白天鹅，悠然地伴着游客的小船。

## 莎翁花园

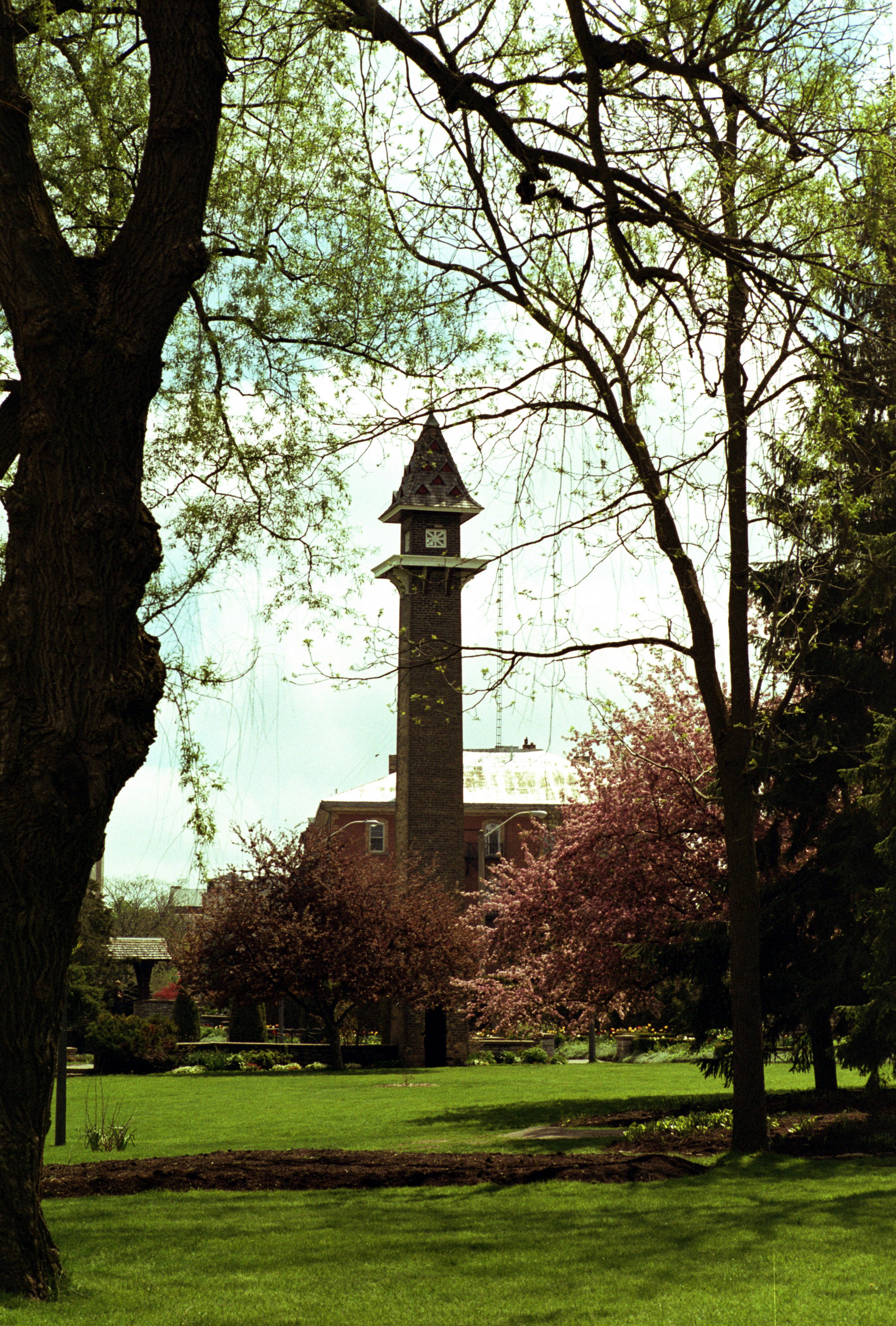
莎翁花园

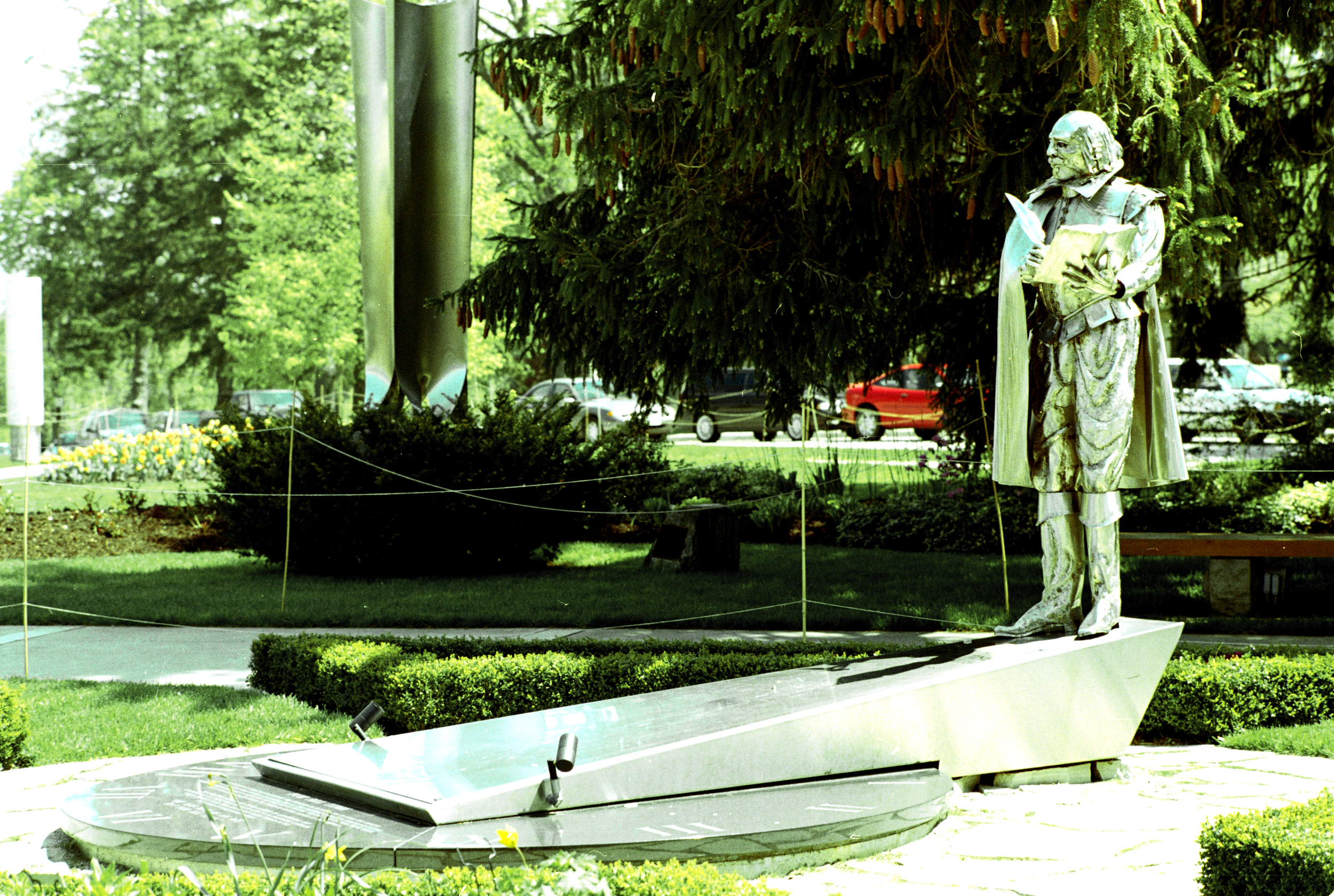
莎翁

莎翁花园（Shakespeare Garden）栽培着几十种花，都在莎士比亚戏剧提及過，如紫罗兰、玫瑰、忽忘我、迷迭香。